# Ernest-Eugène Chrétien
Ernest-Eugène Chrétien est un sculpteur français né le 14 juin 1840 à Elbeuf et mort le 12 juin 1909 à Paris.

## Biographie
Ernest-Eugène Chrétien est né à Elbeuf le 14 juin 1840. Élève d'Auguste Dumont à l'École des beaux-arts de Marseille, il expose en 1868 à Paris au Salon un Suivant de Bacchus, puis y envoie des œuvres jusqu'à sa mort. Il obtient une médaille de 2e classe au Salon de 1874 pour Maudit !, et une médaille de bronze à l'Exposition universelle de 1889. En 1886, il obtient le prix Bouctot de l'Académie des sciences, belles-lettres et arts de Rouen pour Le Bonheur maternel.
Il meurt le 12 juin 1909 à Paris.
Il est le père du sculpteur Edmond Chrétien (1883-1945).

## Œuvres dans les collections publiques
- Bordeaux, musée des Beaux-Arts : Tête de faune, vers 1900, marbre.
- Compiègne, musée Antoine-Vivenel : Un Gaulois au siège d'Alésia, 1883, marbre.
- Douai, musée de la Chartreuse : Le Printemps, 1881, marbre.
- Elbeuf :
  - musée d'Elbeuf :
    - Lucien Dautresme, 1897, buste en plâtre ;
    - Pierre Noury, 1896, buste en bronze.

  - jardin de l'hôtel de ville : Le Bonheur maternel, marbre.
  - place Lecallier : Monument à Lucien Dautresme, 1897[5], buste en bronze envoyé à la fonte sous le régime de Vichy.
- Le Puy-en-Velay, musée Crozatier : Le Bonheur maternel, 1884, modèle en plâtre.
- Louviers, musée de Louviers :
  - Édouard Lanon, 1884, buste en marbre ornant la façade du musée, commande de la Ville de Louviers ;
  - Édouard Lanon, 1884, buste en plâtre.
- Paris, square Henri-Galli : Guerrier reforgeant son épée, 1883, statue en bronze. D'abord érigée square de l'Alma, la statue est transférée square Henri-Galli en 1925, puis est envoyée à la fonte en 1942 sous le régime de Vichy[6],[7].
- Vascœuil, château de Vascœuil : Buste de Michelet, marbre.

Œuvres d'Ernest-Eugène Chrétien
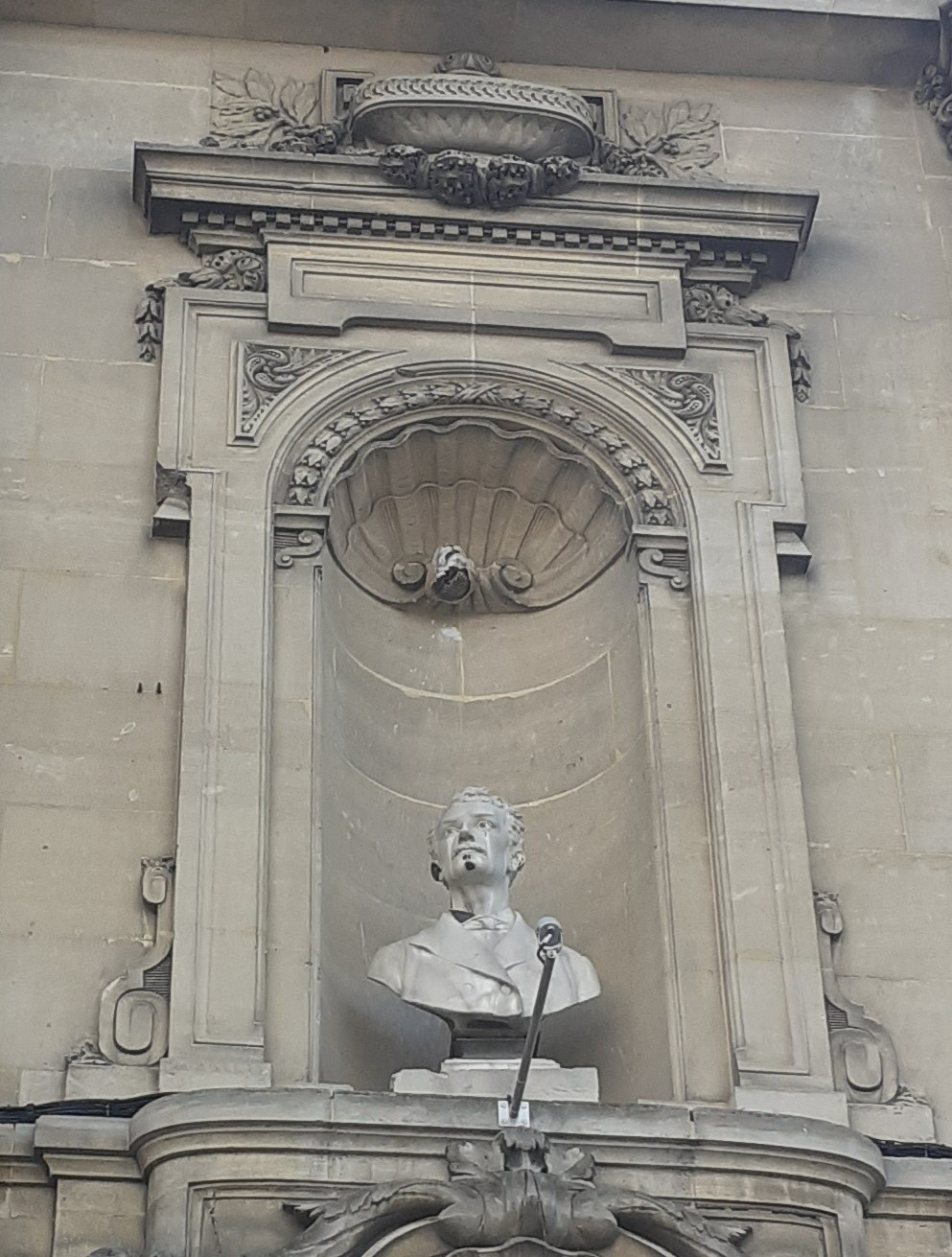
Édouard Lanon (1884), musée de Louviers.
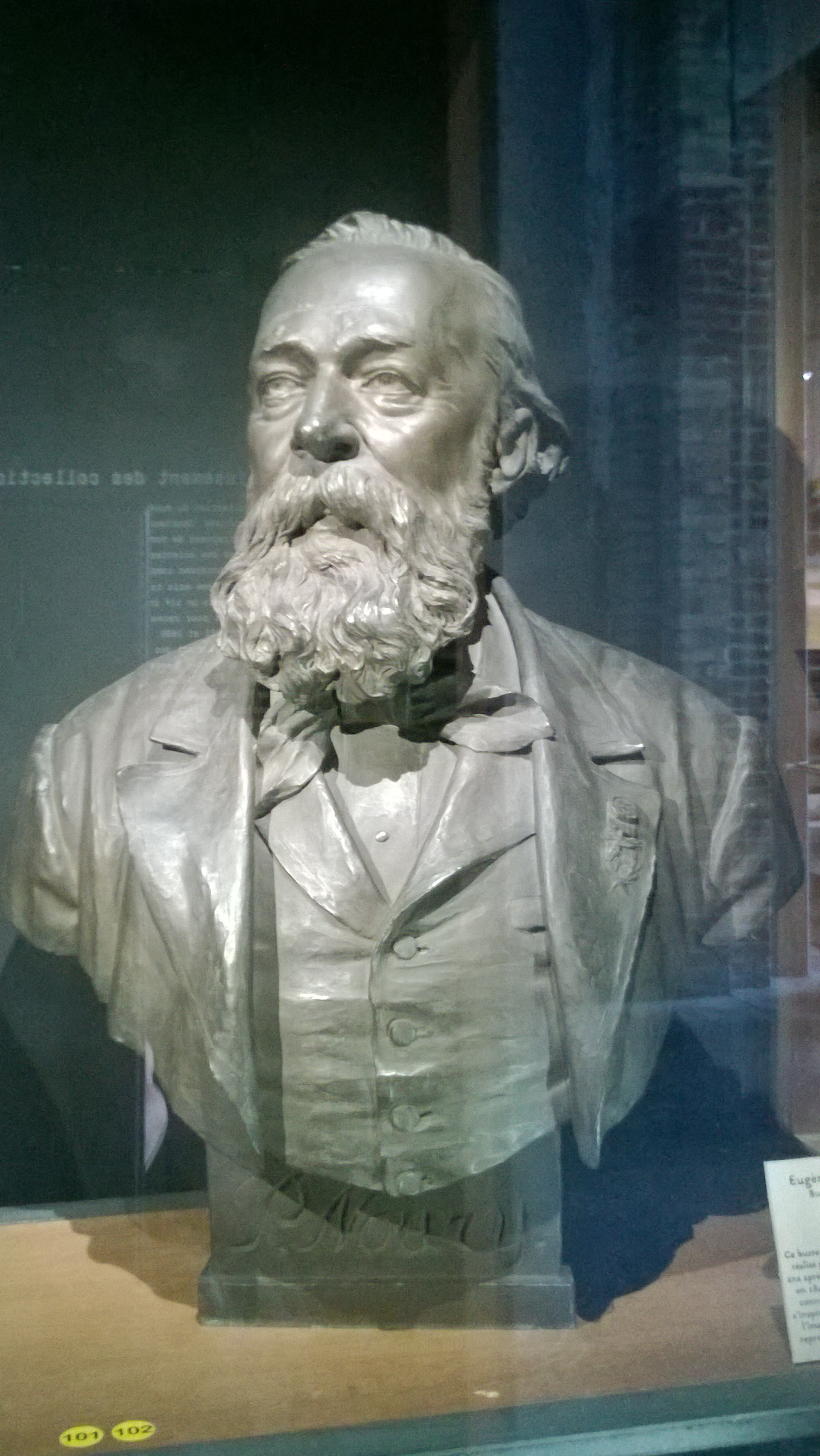
Pierre Noury (1896), musée d'Elbeuf.
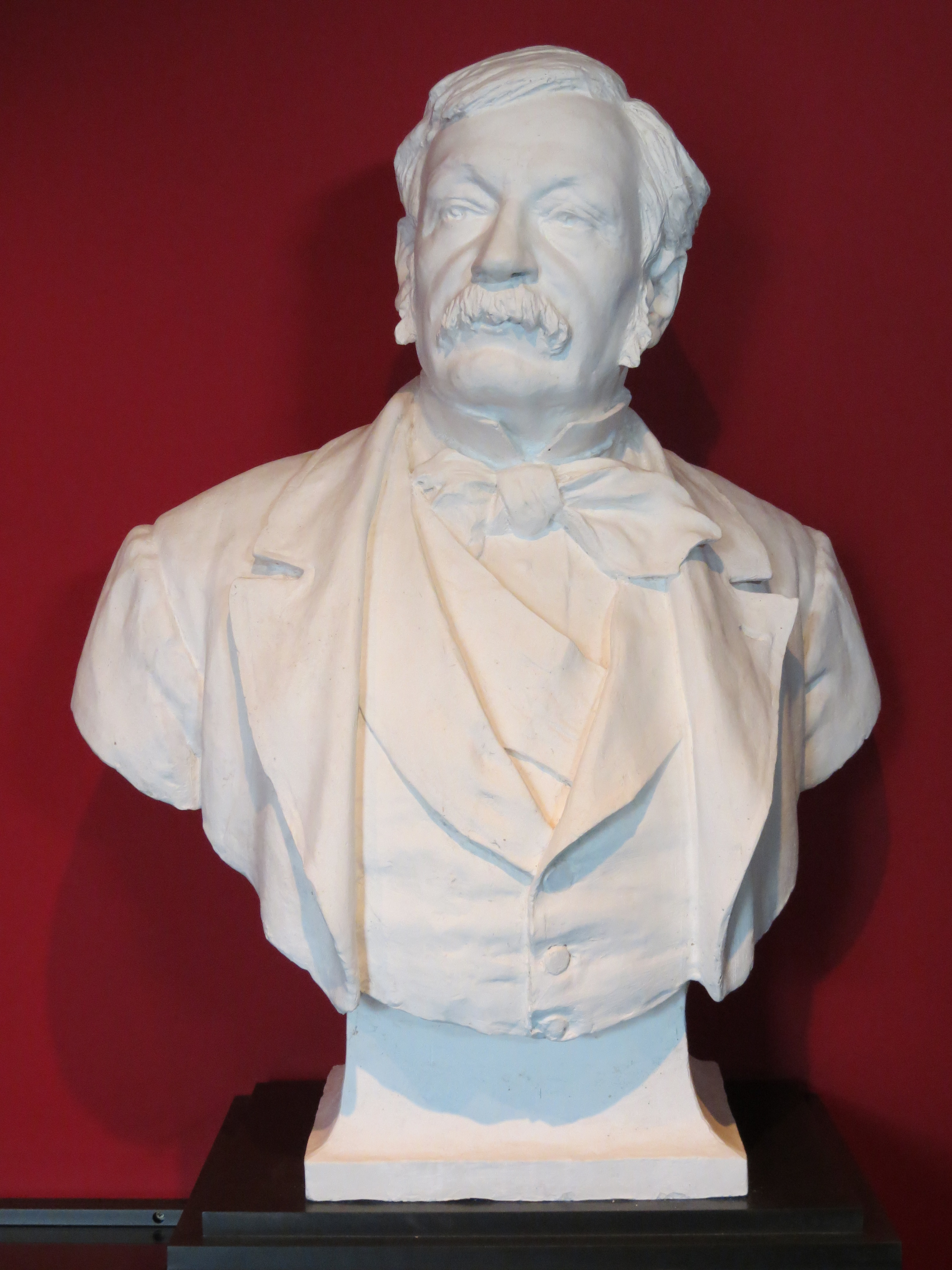
Lucien Dautresme (1897), musée d'Elbeuf.
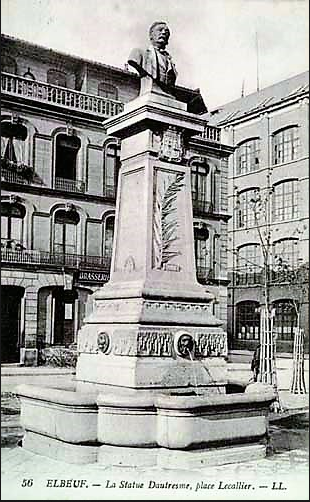
Monument à Lucien Dautresme (1897), Elbeuf, place Lecallier.